# مرد عاشق (فیلم ۲۰۲۱)
مرد عاشق به (چینی: 當男人戀愛時; Pe̍h-ōe-jī: Tong lâm-jîn loân-ài sî) (به انگلیسی: Man in Love (2021 film)) یک فیلم درام عاشقانه تایوانی محصول سال ۲۰۲۱ به کارگردانی یین چن هائو و با بازی روی چیو و آن هسو است. این فیلم یک بازسازی رسمی از فیلم کره جنوبی ۲۰۱۴ هان دونگ ووک است به همین نام است. این فیلم از ۲۶ تا ۲۸ مارس ۲۰۲۱ در تایوان اکران شد و در تاریخ ۱ آوریل ۲۰۲۱ به‌طور رسمی اکران شد. در ۲۰ اوت ۲۰۲۱ برای پخش در نتفلیکس در دسترس بود.

## طرح
یک جمع‌کننده بدهی با زنی بدهکار که برای مراقبت از پدر بیمار خود تلاش می‌کند معامله می‌کند: اگر او موافقت کند که با او قرار ملاقات بگذارد، از قبوض او مراقبت می‌کند.

## بازیگران
- روی چیو در نقش ژانگ منگ چنگ (آه چنگ)
- آن هسو در نقش هائو تینگ
- تسای چن نان در نقش آه چنگ و پدر داوی
- تان چینگ پو در نقش پدر هائو تینگ
- چانگ هسین لینگ در نقش کای یوئه (خواهر کائی)
- لان وی-هسو در نقش ژانگ دا-وی، برادر آه چنگ
- پیس یانگ در نقش شو لینگ، همسر داوی
- لولو هوانگ لو زی یین در نقش یایا

## باجه بلیت فروشی
این فیلم به مدت سه هفته در تایوان شماره یک بود.

## جوایز و نامزدی
| جایزه                         | دسته بندی                 | گیرندگان             | نتیجه    | مرجع. |
| ----------------------------- | ------------------------- | -------------------- | -------- | ----- |
| بیست و سومین جوایز فیلم تایپه | بهترین فیلم بلند          | مرد عاشق             | نامزدشده |       |
| بیست و سومین جوایز فیلم تایپه | بهترین کارگردان           | یین چن هائو          | نامزدشده |       |
| بیست و سومین جوایز فیلم تایپه | بهترین بازیگر نقش اول مرد | روی چیو              | پیروز    |       |
| بیست و سومین جوایز فیلم تایپه | بهترین بازیگر نقش اول زن  | آن هسو               | نامزدشده |       |
| بیست و سومین جوایز فیلم تایپه | بهترین بازیگر نقش مکمل زن | چونگ هسین لینگ       | نامزدشده |       |
| بیست و سومین جوایز فیلم تایپه | بهترین تدوین فیلم         | چن جونهونگ           | نامزدشده |       |
| بیست و سومین جوایز فیلم تایپه | بهترین طراحی آرایش و لباس | لین یووان، سو تینهوی | نامزدشده |       |
| ۵۸ امین جوایز اسب طلایی       | بهترین بازیگر نقش اول مرد | روی چیو              | نامزدشده |       |
| ۵۸ امین جوایز اسب طلایی       | بهترین بازیگر نقش مکمل زن | چونگ هسین لینگ       | نامزدشده |       |
| ۵۸ امین جوایز اسب طلایی       | بهترین کارگردان جدید      | یین چن هائو          | نامزدشده |       |